# Valheim
Valheim – zapowiedziana komputerowa gra survivalowa produkowana przez studio Iron Gate AB. 2 lutego 2021 ukazała się na Steamie w formie wczesnego dostępu.

## Fabuła
Akcja gry toczy się w świecie, w którym polegli na polu bitwy wikingowie udają się do krainy wiecznego szczęścia – Walhalli, przystosowanej dla poległych w chwale wojowników. Gracz zaczyna rozgrywkę jako jeden z poległych wikingów, po czasie odkrywa, że aby osiągnąć etap nordyckiego życia pozagrobowego, musi pokonać zło, które prześladuje tytułowe Valheim. Kierując się jedynie instynktem i okazjonalnymi wskazówkami kruka, gracz musi przygotować się do walki z zaprzysiężonymi wrogami Odyna.

## Rozgrywka
W Valheim  gracze muszą tworzyć narzędzia, budować schronienia i walczyć z wrogami, aby przetrwać. Gra wykorzystuje charakterystyczną grafikę 3D w niskiej rozdzielczości, z perspektywą trzeciej osoby oraz systemem walki inspirowanym grami akcji. W grze obsługiwana jest również rozgrywka w trybie kooperacji z maksymalnie dziesięcioma osobami oraz opcjonalna rozgrywka PvP.
Świat gry składa się z biomów takich jak: łąki, czarny las, góry, równiny, ocean, Mistlands, Głęboka Północ oraz Ashlands. Każdy biom cechuje się innym poziomem trudności, zawierając różnych wrogów, bossów i przedmioty. Unikalny system żywności sprawia, że polowanie i rolnictwo w grze jest kluczem do postępu – ilość zdrowia i wytrzymałości gracza zależy od różnorodności i jakości spożywanego jedzenia.
Gra wykorzystuje system poziomów umiejętności, każdą umiejętność można podnieść do 100. poziomu i ma ona inny wpływ na mechanikę gry. Na przykład umiejętność władania włócznią określa obrażenia, jakie gracz może zadać włóczniami, podczas gdy umiejętność biegania określa, w jakim tempie zużywana jest wytrzymałość podczas sprintu.
W walce używa się broni jednoręcznych i dwuręcznych, łuków, włóczni oraz tarcz.

## Rozwój gry
Valheim jest nadal opracowywane przez Iron Gate AB, niewielkie szwedzkie studio deweloperskie powstałe w trakcie produkcji gry. Współzałożyciele studia, Richard Svensson i Henrik Tornqvist, byli współpracownikami lokalnej firmy zajmującej się tworzeniem gier o nazwie Pieces Interactive. Przed grą Valheim, Svensson w wolnym czasie rozpoczął prace nad grą symulacyjną o nazwie Tolroko. Jednak gra nie została ostatecznie wydana, według Tornqvista – „Svensson zdał sobie sprawę, że niepotrzebne jest wdrażanie systemów symulacji dla dobra twórców, a nie dla graczy”. W swojej następnej grze, Svensson chciał stworzyć otwarty świat, w którym symulacje poprawią wrażenia graczy.
Svensson rozpoczął pracę nad Valheim w 2017 pod roboczym tytułem Fejd. Opuścił Pieces Interactive w 2018, aby pracować na pełny etat nad Valheim i przekonał Tornqvista, by dołączył do niego, później w tym samym roku. Gra została wydana w wersji alfa w czerwcu 2018, a oficjalnie udostępniona do wczesnego dostępu 2 lutego 2021 na platformie Steam, jak dotąd nie ogłoszono oficjalnej daty premiery.
Dalszy rozwój gry obejmuje rozbudowę niedokończonych biomów, a także ulepszenie podstawowych mechanik gry.
Studio Iron Gate AB zaktualizowało grę 16 września 2021 – aktualizacją Hearth & Home. Aktualizacja wprowadziła do gry nowe jedzenie, broń i oraz zmodyfikowany system budownictwa.

## Odbiór gry
Valheim otrzymał pozytywne recenzje od krytyków. Amerykański serwis internetowy IGN przyznał grze ocenę 9/10, stwierdzając – że „gra ma doskonałą grafikę i muzykę podkreślającą świat, który generuje niekończące się ekscytujące historie”. Czasopismo „PC Gamer” nazwało Valheim „rzadkim wyjątkiem” dla gier udostępnionych w formie wczesnego dostępu, a także stwierdził – że „gra wydaje się wyrafinowana i satysfakcjonująca będąc taka, jaka jest teraz”. „The Washington Post” uznał grę za świetną, uważając – że „to nie tylko świetna gra, ale także, że jest to coś więcej niż tylko grą”.

Miesiąc po premierze, gra sprzedała się w liczbie pięciu milionów egzemplarzy i była jedną z najchętniej granych gier na platformie Steam.